# (4939) 1986 QL1
(4939) 1986 QL1 là một tiểu hành tinh vành đai chính. Nó được phát hiện bởi Henri Debehogne ở Đài thiên văn La Silla ở Chile ngày 27 tháng 8 năm 1986.